# Ectogenèse

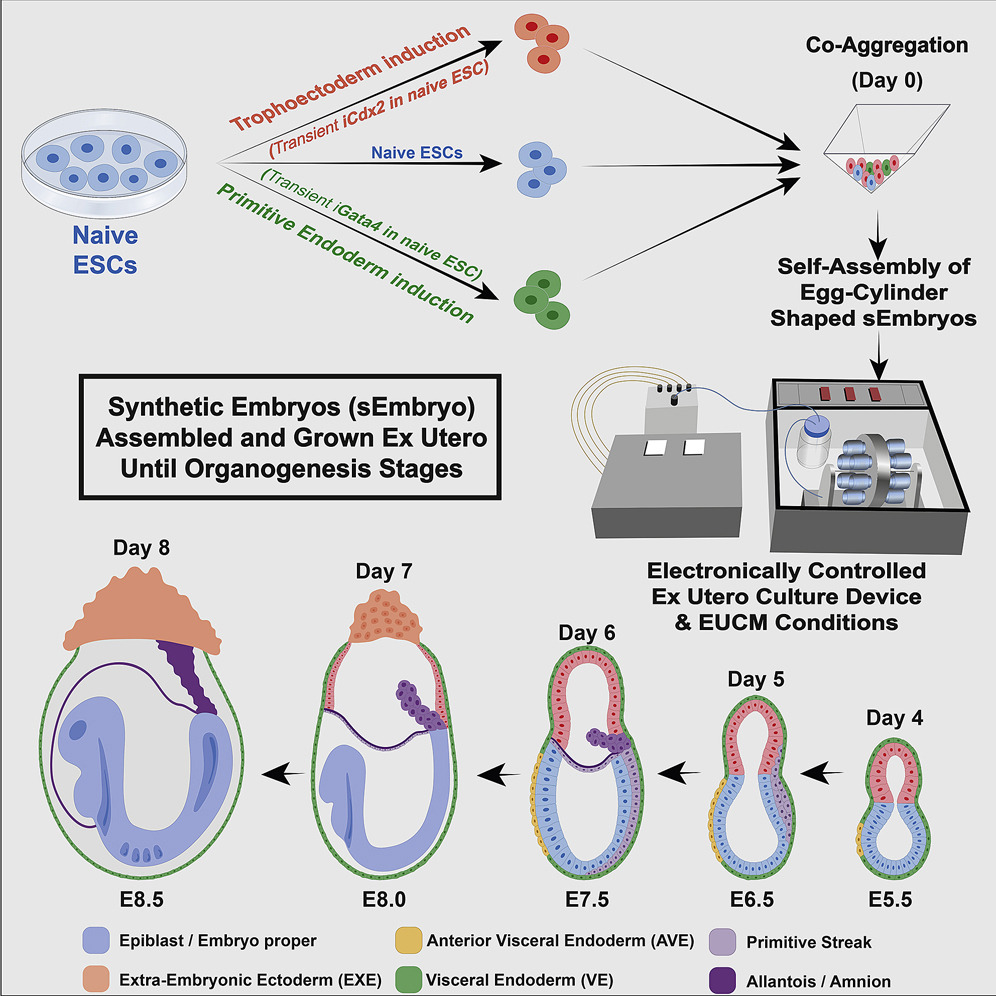
Développement de l'individu, depuis la fécondation de l'œuf jusqu'à l'état adulte (s'oppose à phylogenèse).

L’ectogenèse (du grec ecto, « hors », et genèse) est la procréation d’un être humain qui permet le développement (grossesse) de l'embryon (embryogenèse humaine) et du fœtus dans un utérus artificiel, assurant les diverses fonctions (nutrition, excrétion, etc.) de l’utérus humain.
Ce terme a été inventé par le généticien britannique J. B. S. Haldane en 1923. Il a été repris par Aldous Huxley dans son livre Le Meilleur des mondes publié en 1932.

## Recherches
La technique de l'ectogénèse n'existe pas encore, bien que des reproductions d'organes (ex. : rein artificiel) et des essais aient été réalisés par certaines équipes sur des animaux mais, selon certains auteurs (dont Henri Atlan), la méthode sera au point dans la seconde moitié du XXIe siècle.
In vitro, les chercheurs parviennent à reproduire les cinq premiers jours de la gestation (après une fécondation in vitro), ainsi que les derniers jours (semaines 24 à 35 dans des « super-couveuses »).
Au Japon, en 1997, le professeur Yoshinori Kuwabara de l’université Juntendō de Tokyo a pu développer trois semaines des fœtus de chèvre en milieu artificiel : liquide amniotique de synthèse dans un placenta artificiel[réf. souhaitée]. Aux États-Unis, Helen Hung Ching Liu, du laboratoire d’endocrinologie reproductive de l’université Cornell, réalise la même expérience en 2002 sur des embryons humains non viables pour faire baisser le taux d'échec des FIV (coculture de l'embryon et des cellules de l'endomètre dans une cavité biodégradable en forme d’utérus humain), puis, à la suite du scandale soulevé, sur des souris.
Selon Jessica H. Schultz, juriste en Illinois, les généticiens ne parviennent pas à stabiliser le fœtus, lors de sa croissance. Le liquide amniotique créé par l'utérus naturel est difficile à reproduire artificiellement, étant donné sa complexité. D'ailleurs, sa composition influence le développement du fœtus. Des facteurs tels que les niveaux de température, de nutriments, d'oxygène et d'hormones doivent être contrôlés adéquatement, afin d'assurer un développement optimal du fœtus. Somme toute, la technologie existe. Cependant, des ajustements sont nécessaires pour qu'elle soit mise en œuvre. D'autre part, apparaissent des problématiques juridiques relatives au statut du fœtus et de l'embryon, lors d'un tel développement.
En 2016, des biologistes de l'Université de Cambridge annoncent être parvenus à cultiver des embryons humains jusqu'à un stade jamais atteint de treize jours.

## Questions éthiques
- la condition féminine : fin de la grossesse mais aussi fin du lien privilégié entre la mère et l'enfant ; égalité de vie complète entre la femme et l'homme ;
- les rapports entre l'adulte et l'enfant : éducation, épanouissement de l'enfant objet d'une machine, nature des liens affectifs de la famille ;
- l'évolution des mœurs lorsque la sexualité et la reproduction seront complètement séparés : notion de maternité et de paternité, développement de l’homoparentalité, notion de couple et de famille ;
- la question du bonheur : la maternité de substitution ouvre-t-elle la voie vers le bonheur, la femme débarrassée de la charge de la grossesse
- démographie et populations : le désir d'enfant peut-il s'émousser et conduire à une diminution importante de la population mondiale ?
- anthropologie : l'ectogenèse peut remettre en question le caractère indispensable à la vie de la naissance telle qu'on la connaît aujourd'hui, et donc par extension la définition courante mais discutée de la naissance comme début de la vie.
- économie : cette possibilité de procréation sera présentée sans aucun doute comme un nouveau service attractif pour les populations aisées, service proposé par des professionnels de santé souhaitant au maximum profiter d'un nouveau marché. Ne s'agit-il pas là d'une nouvelle forme de marchandisation du corps humain?

C'est ainsi qu'à la fin des années 1970, les premiers succès de fécondation in vitro conduisent les biologistes de la reproduction à se poser la question de la limite à partir de laquelle il ne serait plus éthiquement admissible de poursuivre leur culture à des fins de recherches. En 1979, l'Ethical Advisory Board, le comité consultatif en matière d'éthique du ministère de la santé des États-Unis, établit la « règle des quatorze jours » (moment où l’embryon acquiert la symétrie bilatérale (en), développe des ébauches neurologiques et « s'individualise », ne pouvant plus, en se dissociant, donner naissance à de « vrais jumeaux ») qui devient la norme internationalement acceptée, c'est-à-dire le seuil temporel au développement d’un embryon utilisé pour la recherche. En 2016, une douzaine de pays (notamment les États-Unis, la Chine, l’Inde, le Royaume-Uni, l’Australie, l’Espagne, le Danemark ou les Pays-Bas) se sont dotés de dispositifs législatifs ou de directives encadrant ce domaine d’activité et interdisant un développement embryonnaire in vitro au-delà de quatorze jours. En France, la recherche sur les embryons surnuméraires est autorisée depuis la loi du 6 août 2013 mais aucun seuil temporel n'est fixé.

### Documentaire
- Marie Mandy, L'utérus artificiel, le ventre de personne, The Factory Productions, 2011